# 28 Jours plus tard (bande originale)
Albums de John Murphy
28 Semaines plus tard
(2007)
28 Days Later: The Soundtrack Album est la bande originale du film d'horreur et de science-fiction post-apocalyptique britannique, 28 Jours plus tard, sortie en 2003 et composé par John Murphy.

## Liste des titres
| 1.    | The Beginning                                 | John Murphy  | 2:56 |
| 2.    | Rage                                          | John Murphy  | 1:22 |
| 3.    | The Church                                    | John Murphy  | 1:16 |
| 4.    | Jim's Parents (Abide with Me)                 | Perry Aleyne | 2:29 |
| 5.    | Then There Were 2                             | John Murphy  | 0:42 |
| 6.    | Tower Block                                   | John Murphy  | 1:26 |
| 7.    | Taxi (Ave Maria)                              | Perry Aleyne | 2:08 |
| 8.    | The Tunnel                                    | John Murphy  | 1:39 |
| 9.    | Am180 (by Grandaddy)                          | Grandaddy    | 3:20 |
| 10.   | An Ending (ascent by Brian Eno)               | Brian Eno    | 4:17 |
| 11.   | No More Films                                 | John Murphy  | 0:48 |
| 12.   | Jim's Dream                                   | John Murphy  | 0:40 |
| 13.   | In Paridisum                                  | John Murphy  | 2:11 |
| 14.   | Frank's Death - Soldiers (requiem In D Minor) | John Murphy  | 2:39 |
| 15.   | I Promised Them Women                         | John Murphy  | 1:24 |
| 16.   | The Search For Jim                            | John Murphy  | 2:41 |
| 17.   | Red Dresses                                   | John Murphy  | 0:48 |
| 18.   | In The House - In A Heartbeat                 | John Murphy  | 4:16 |
| 19.   | The End                                       | John Murphy  | 1:55 |
| 20.   | Season Song                                   | Blue States  | 4:12 |
| 21.   | End Credits                                   | John Murphy  | 1:46 |
| 44:51 |                                               |              |      |